# Mahlum
Mahlum ist ein Ortsteil der Stadt Bockenem in Niedersachsen. Das Dorf hatte am 1. Oktober 2011 489 Einwohner. Es liegt direkt an der A 7 etwa 1 km östlich von Bockenem.

## Geschichte
Am 1. März 1974 wurde Mahlum, das dem Landkreis Gandersheim angehörte, in die Stadt Bockenem eingegliedert.

## Politik
Der Ortsrat, der den Ortsteil Mahlum vertritt, setzt sich aus fünf Mitgliedern zusammen. Die Ratsmitglieder werden durch eine Kommunalwahl für jeweils fünf Jahre gewählt.
Bei der Kommunalwahl 2021 gewann die SPD alle fünf Sitze.

## Persönlichkeiten
In Mahlum wurden geboren:
- Henriette Schrader-Breymann (1827–1899), Pädagogin, Gründerin von Bildungs- und Erziehungsinstitutionen, Förderin der Fröbelpädagogik und der Frauenbildung
- Adolf Breymann (1839–1878), Bildhauer
- Friedrich Gaus (1881–1955), Diplomat
- Rolf Koppe (1941), evangelischer Theologe